# Eugenio Pellini

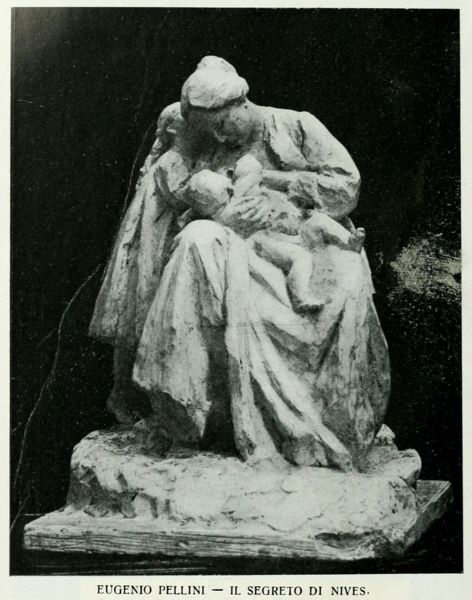
Il segreto di Nives, Eugenio Pellini

Eugenio Pellini (Marchirolo, 17 novembre 1864 – Milano, 28 maggio 1934) è stato uno scultore italiano, dapprima esponente della Scapigliatura, si dedicò in seguito a temi più personali ed intimisti.

## Biografia
Era il figlio di Andrea e Carolina Pellini.
Cresce a Marchirolo, in provincia di Varese, per trasferirsi nel 1878 a Milano, dove viene ospitato dal fratello maggiore, Oreste. È quindi assunto come apprendista nella bottega di un marmista.
Nel primo periodo milanese si avvicina alle idee socialiste di allora e frequenta con grande interesse l'ambiente della Scapigliatura.
Si iscrive all'Accademia di belle arti di Brera, dove diviene allievo di Ambrogio Borghi. Nel 1891, dopo avere presentato la scultura Fanciullo di Nazareth, ottiene una borsa di studio, grazie alla quale compie un lungo viaggio per l'Italia e trascorre un lungo periodo a Roma e, quindi, a Parigi dove conosce le opere di Medardo Rosso e Auguste Rodin.
Nel 1893 rientra a Milano, dedicandosi esclusivamente all'attività di scultore e ottenendo importanti commissioni per opere monumentali o funerarie. Realizza L'angelo del dolore per la tomba Macario (1894) e Cristo nel Getsemani per la tomba Lardera (1895), entrambe nel Cimitero monumentale di Milano.
Nel 1897 gli viene assegnato il Premio Tantardini per la grande scultura Madre che viene poi esposta e premiata all'Esposizione Universale di Parigi del 1900 e che otterrà ancora riconoscimenti negli anni successivi.
Pellini inizia in quegli anni a scolpire marmi e a fondere bronzi dedicati all'infanzia e alla maternità, che diventeranno i suoi temi prediletti. Tuttavia, in seguito alla repressione susseguente ai Moti di Milano (1898), è costretto a lasciare la città d'adozione per recarsi dapprima a Parigi e poi a Varese, dove comunque riesce a continuare a lavorare.
Una volta rientrato a Milano, nel 1900, partecipa a numerosi concorsi per la realizzazione di opere pubbliche dove, probabilmente a causa dei suoi trascorsi politici, viene sempre osteggiato dallo scultore Leonardo Bistolfi.
I suoi committenti sono, dunque, soprattutto i privati, come si desume dall'impressionante serie di sculture realizzate in quegli anni e dedicate a esponenti di spicco della borghesia lombarda.
Dal 1900 inizia a dedicarsi all'insegnamento presso la Scuola degli Artefici dove, si è ipotizzato, aveva egli stesso studiato scultura durante i primi anni trascorsi a Milano.
Nel 1903 incontra Dina Magnani, dapprima sua modella, che in seguito diventerà sua moglie e madre dei suoi tre figli: nel 1905 nasce Nives, che sarà spesso ritratta nelle opere di allora (si veda, in particolare, l'Idolo); nel 1909 nasce Eros e nel 1911 Silvana. La moglie e i figli diventano così i modelli preferiti dello scultore che può proseguire la sua ricerca sulle figure di ambito familiare e intimista, progressivamente distaccandosi dai temi tipici della Scapigliatura.
Chi lo incontra in questo periodo lo definisce come artista “semplice e quieto”, circondato dall'affetto di familiari e apprendisti, ma pur sempre accanito lavoratore.
Partecipa, dal 1905, a tutte le Biennali di Venezia; è inoltre presente alla Secessione Romana e alla Triennale di Brera, oltre che a numerose mostre all'estero. 
Nel 1913 viene eletto vicepresidente e segretario per la mostra del quarantennale della nota associazione milanese Famiglia Artistica.
Assume quest'incarico con grande serietà e passione e diviene così autore di una serie di interventi giornalistici molto interessanti per comprendere il clima culturale dell'epoca.
Pur formatosi nell'ambiente scapigliato e senza mai avere negato le sue simpatie per le idee socialiste, prende le difese dell'Accademia di Brera, allora la scuola d'arte “istituzionale” per eccellenza -e, pertanto, bersaglio degli innovatori dell'epoca- valorizzandone la natura di “scuola aperta" alle nuove energie.
Massone, membro del Grande Oriente d'Italia, in una lettera di Giovanni Lentini il Giovane  al Gran Maestro Ettore Ferrari del 13 febbraio 1913  fu proposto come membro di un'associazione chiamata "Famiglia artistica", costituita da fratelli artisti.
Nel 1925, per il riacutizzarsi di una grave malattia, abbandona l'insegnamento e cessa l'attività di scultore.
Muore il 28 maggio 1934 nella sua casa di Milano, in via Curtatone, oggi via Siracusa.